# Kasteel De Naeyer
Het kasteel De Naeyer is een kasteeltje in de Belgische plaats Heizijde, Lebbeke. Oorspronkelijk stond het gebouw bekend als Hof ter Hulst.
De oorsprong van het hof ligt mogelijk in de 16e eeuw en betreft een leen van het begijnhof van Dendermonde. In 1575 verkocht Olivier Nieuwlant het huis aan jonkvrouw Van Hecke. Het betrof toen een groot huis met onder andere grachten, boomgaard en poort. In 1667 wordt gesproken van een kasteel, een motte en wallen.
In 1843 kocht Guillaume Segers het kasteel. Hij liet het kasteel slopen en bouwde een nieuw landhuis, deels met gebruikmaking van de oude stenen van het kasteel.
In 1880 werd het landhuis aangekocht door Pieter Frans De Naeyer. Hij had in 1850 in de nabijheid van het landhuis een gebouw laten oprichten voor de behandeling van lompen. Dit groeide uit tot een lompenfabriek die uiteindelijk over een eigen spooraftakking en stationnetje zou beschikken. In 1965 is de fabriek verdwenen.
Aan de achterzijde van het landhuis verscheen in 1890 een vierkante toren. In de tuin kwam in 1897 een paviljoen te staan, een jaar later gevolgd door een dienstgebouw, oranjerie, speelzaal en paardenstallen. Bij de ingang van het domein was in 1883 al een kapel gebouwd, over de gracht heen. In 1908 kwam een wintertuin gereed, met kunstgrotten en imitatieboomstammen. Tot slot werd in 1920 een conciërgewoning gebouwd. De pleisterlaag van het landhuis verdween in de jaren 50.